# Anatolie Express
De Anatolië Express is in 1927 door de Compagnie Internationale des Wagons-Lits (CIWL) geïntroduceerd als luxetrein op de Anatolische spoorweg tussen Istanbul en Ankara.

## Voorgeschiedenis
In 1923 werd Ankara de hoofdstad van de nieuwe Turkse Republiek. Hiermee ontstond ook behoefte aan vervoer tussen de oude hoofdstad Istanbul en de nieuwe hoofdstad Ankara. Diplomaten die hun residenties in Tarabya hadden moeten inruilen voor Ankara waren niet echt gelukkig met het verblijf in het toen afgelegen Ankara. Gedurende de zomermaanden verbleef een aantal van hen dan ook in Tarabya. De Britse ambassadeur wilde helemaal niet verhuizen en resideerde door de week in Ankara in een aantal van de CIWL gehuurde rijtuigen, om voor het weekeinde, met zijn trein, terug te rijden naar Istanboel en daar in Tarabya te verblijven. 

## CIWL
In 1926 sloot de CIWL een 40-jarig contract met de spoorwegen van de nieuwe Turkse Republiek voor de exploitatie van luxe-treinen en op 29 mei 1927 kon de Anatolië Express van start gaan. De trein bestond uit Teakhouten slaaprijtuigen een restauratierijtuig en een bagagewagen. In 1945 is de trein uitgerust met stalen rijtuigen en de naam veranderd in Ankara Express. In 1964 heeft de CIWL de exploitatie gestaakt en moesten de luxe reizigers gebruikmaken van de Taurus Express. In 1971 heeft de Turkse spoorwegen de activiteiten van de CIWL in Turkije overgenomen. Sinds 1983 rijdt de nachttrein Ankara Ekspresi op dit traject.